# Christine Sixteen
Christine Sixteen ist der Titel eines im Juni 1977 als Single veröffentlichten Liedes der der US-amerikanischen Hard-Rock-Band Kiss.

## Hintergrund

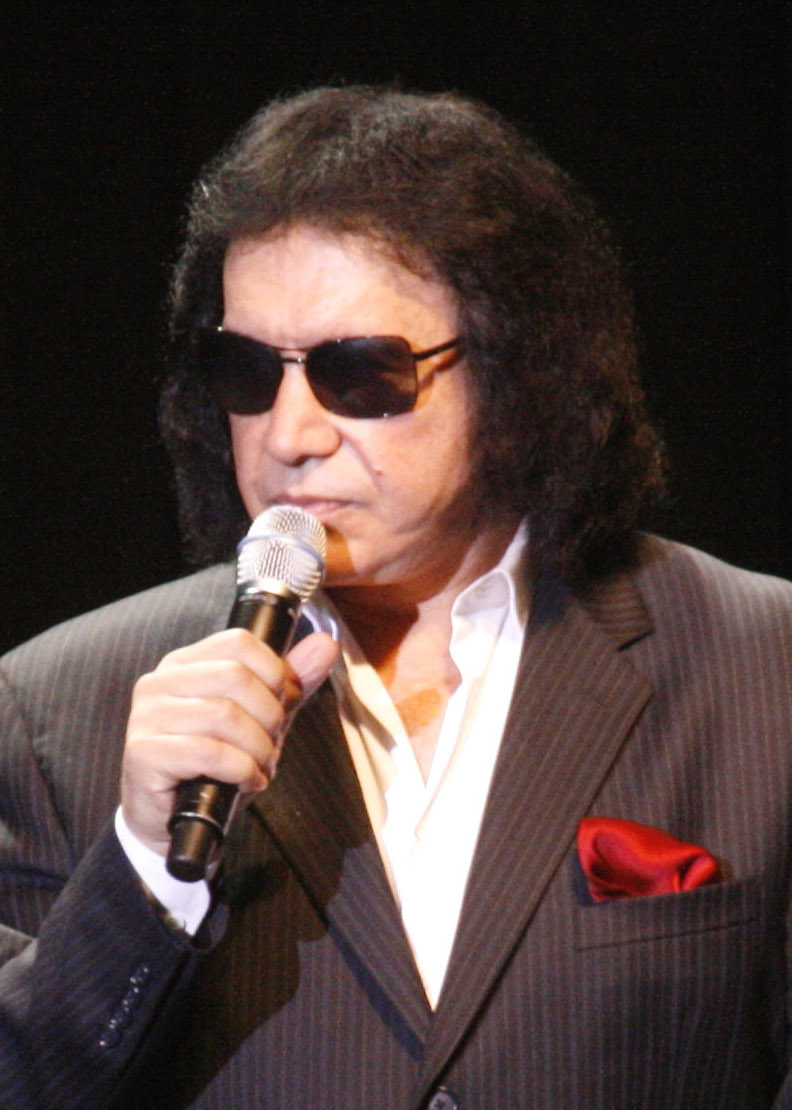
Schrieb das Lied 1976: Gene Simmons (hier 2011)

Die musikalische Bandgeschichte von Kiss kennt mehrere klar getrennte Phasen. Die Band hatte von 1974 bis 1976 mit Kiss, Hotter than Hell, Dressed to Kill, Destroyer, Rock and Roll Over fünf Studioalben aufgenommen, die vergleichsweise konstant und ohne größere Abweichungen ihren typischen Hard Rock aufwiesen. Das Album Love Gun, aus dem Christine Sixteen als erste Single ausgekoppelt wurde, kann als abschließendes Studioalbum dieser ersten Phase gelten, da sich die Gruppe nach der Veröffentlichung ihres zweiten Livealbums, Alive II, an der Entwicklung der Popmusik orientierte und mit dem nächsten gemeinsamen Studioalbum, Dynasty, dem Disco-Trend folgte.
Christine Sixteen war im Frühjahr 1976 von Gene Simmons geschrieben worden. Der Titel des Liedes war eine Idee von Paul Stanley, die Simmons für seine Zwecke adaptierte. Das ursprüngliche Demoband des Liedes entstand ebenfalls 1976 in den Larrabee Studios in Los Angeles und wurde von Simmons zusammen mit Alex und Eddie van Halen aufgenommen.
Als der Song für 1977 in den Record Plant Studios in New York City für das Album aufgenommen wurde, übernahm Simmons neben dem Gesang auch die Rhythmusgitarre; der Klavierpart wurde von Musikproduzent Eddie Kramer gespielt.  Da Simmons jedoch den Eindruck hatte, Kramers Spiel sei zu klar und sauber, spielte er diesen Part neu ein, um ihn rauer zu gestalten.  Das bei der Demoaufnahme von Eddie van Halen eingespielte Gitarrensolo gefiel Simmons so gut, dass er es Ace Frehley für das Album Note für Note nachspielen ließ.
Das Lied wurde Ende Juni 1977 als erste Single aus dem Album Love Gun ausgekoppelt, Shock Me diente als B-Seite.

## Rezeption
Christine Sixteen gelangte bis auf Platz 25 der Billboard-Single-Charts, in den Cashbox-Charts auf Platz 58. Samples des Liedes wurden 1989 für das Lied Funky Cold Medina des Rappers Tone Lōc verwendet, das Platz 3 der Billboard Hot 100 erreichte. Das Lied wurde mehrmals von anderen Künstlern als Coverversion aufgenommen: Die Punk-Band All nahm ihre Version des Liedes 1990 auf und veröffentlichte sie als Christine 16 auf dem Sampler Hard to Believe - A Kiss Covers Compilation, zu dem unter anderem auch die Melvins und Nirvana beigetragen hatten. Die Gruppe Gin Blossoms beteiligte sich 1994 mit dem Lied an dem Album Kiss My Ass, und Hayseed Dixie veröffentlichten das Lied 2003 auf dem Album Kiss My Grass: A Hillbilly Tribute to Kiss, The Nuns nahmen es ebenfalls 2003 für ihr Album New York Vampires auf.